# Código de la Biblia
El código de la Biblia, también conocido como el código de la Torá, consiste en un supuesto código oculto en la Torá judía (el Pentateuco de la Biblia) y en otros libros del Antiguo Testamento que relata acontecimientos del pasado, presente y futuro. Estos códigos son legibles gracias a unas reglas de codificación que únicamente pueden aplicarse al texto en hebreo antiguo utilizando programas informáticos. El libro El código secreto de la Biblia (1997) de Michael Drosnin popularizó dicha teoría.
Algunos de los más expertos decodificadores han hecho sus propias pruebas y han encontrado la veracidad de mensajes ocultos dentro de los textos en la Biblia[cita requerida] frente a otros que han negado dicha posibilidad, entre los que se incluye uno de los mayores estudiosos del código: Robert J. Aumann (Premio Nobel de Economía en 2005[cita requerida]).

## Código
El método por el cual se extraen los mensajes significativos es la Secuencia de letras equidistantes (ELS). Para obtener una ELS de un texto, se escoge un punto de partida (cualquier letra) y una distancia (un número, preferentemente negativo). Entonces, comenzando en el punto de partida, se seleccionan letras del texto equidistantes, separadas por el número que se haya elegido para la distancia. Por ejemplo, en la oración: entre cojos osados, las letras en negrita leídas de izquierda a derecha, separadas por una distancia de 4 letras, forman la palabra ECOS. Los espacios y los signos de puntuación se deben ignorar.
A menudo varias secuencias relacionadas con el mismo tema pueden aparecer simultáneamente en una serie de letras. Esto se debe a que se coloca el texto en una matriz regular, con el mismo número de letras en cada línea, extrayendo después un rectángulo. En el ejemplo, se muestra parte del Génesis (26, 5–10) con 21 letras por línea. Se muestran secuencias para BIBLIA Y CÓDIGO. Normalmente solo haría falta mostrar un rectángulo más pequeño, como el que aparece dibujado en la figura. En ese caso habría letras que faltarían, pero es esencial que el número de letras que falten sea el mismo para cada par de líneas adyacentes. Si no, no se cumpliría la secuencia.

Si se ordenan las letras de Génesis 26:5-10 en una matriz de 21 columnas, se encuentran cruzadas las palabras "Biblia" y "código". Hay miles de combinaciones posibles.

Aunque se haya mostrado un ejemplo en inglés, para hacer una búsqueda de forma correcta habría que usar el texto bíblico en hebreo. Por motivos religiosos, la mayor parte de los defensores judíos del código usan solo la Torá (los cinco primeros libros de La Biblia). Además, ya que las traducciones a cualquier otro idioma (de las cuales hay cientos de versiones para escoger) no son el texto original de la Biblia, esto requeriría que se creyera en el creacionismo de los idiomas (por la influencia de una entidad omnisciente, o gracias a una cuidadosa construcción) de modo que secuencias tan complejas como las encontradas en la Torá hebrea estuvieran presentes también en cada traducción. Otra alternativa consistiría en admitir que las secuencias halladas por los estudiosos del código no sean tan complejas o tan difíciles de encontrar como se dice.

## Críticas
La principal objeción contra El código secreto de la Biblia publicado por Michael Drosnin consiste en que un modelo similar puede ser encontrado en otros libros aparte de la Biblia. Aunque la probabilidad de hallar una secuencia en un lugar aleatorio que responda a una palabra con significado sea baja, hay tantos puntos de partida y distancias posibles que es de esperar que tales palabras aparezcan aunque las palabras equidistantes a tan solo dos o pocas letras de distancias son casi imposibles de encontrar y que se relacionen entre sí. En respuesta a un desafío explícito de Drosnin, quien afirmó que solo la Biblia podría contener secuencias, el matemático australiano Brendan McKay encontró algunas secuencias similares en Moby Dick que contenían frases relacionadas con acontecimientos modernos y que solo él ha probado (no se sabe la veracidad de sus hallazgos porque no se sabe que algoritmos uso en su programa de decodificación). Otros estudiosos, como el físico estadounidense Dave Thomas, encontraron más ejemplos en otros textos «la mayoría Biblias traducidas». Además, Drosnin había usado con ventaja la flexibilidad de la lengua hebrea, mezclando libremente hebreo clásico (sin vocales, donde las letras Y y W son estrictamente consonantes) con hebreo moderno (donde Y y W suelen indicar las vocales I y U), así como las variaciones en el uso de K y T, encontrando el significado deseado.
Los defensores del código responden que las secuencias que aparecen en la Biblia son de algún modo mejores que aquellas que han aparecido en otros libros. También investigan nuevos tipos de códigos para poder enfrentarse a la crítica. Sin embargo, en ausencia de una medida objetiva de calidad y de un modo objetivo de seleccionar cada prueba, no es posible determinar si cualquier observación concreta es significativa o no. Por eso, la mayor parte de los esfuerzos de los escépticos se centraron en intentar refutar las reclamaciones «científicas» de Witztum, Rips y Gans.
Como forma de crítica al estudio estadístico, en 1997, a Doron Witztum, Eliyahu Rips y Yoav Rosenberg de Israel, y a Michael Drosnin de Estados Unidos se les otorgó el Premio Ig Nobel de Literatura por el descubrimiento estadístico de que la Biblia contiene un código secreto.
En 1999, McKay, junto con los matemáticos Dror Bar-Natan y Gil Kalai, y la psicóloga Maya Bar-Hillel, publicó un documento en Statistical Science donde proporciona una refutación de las investigaciones de Witztum y Rips. Sus puntos principales eran:
- Los datos usados por Witztum y Rips consistían en una lista de nombres de rabinos hebreos. La lengua hebrea es flexible en cuanto a que los nombres propios pueden variar, y cada rabino tiene varias denominaciones diferentes (alias y apodos), con lo que se debería ser muy cuidadoso en cuanto a como escoger cada nombre. Luego el resultado podría ser explicado reclamando que los datos no fueron escogidos correctamente. Extraído del documento: «... los datos estaban muy lejos de estar claros, debido al modo de realizar el experimento. Más bien el repertorio de opciones disponibles era enorme, sobre todo en la elección de los nombres de los rabinos aunque esto no explica como aparecen juntos tantos datos relacionados con los nombres de cada uno de ellos.»

- Hay pruebas indirectas de que los datos, de hecho, no fueron recogidos correctamente; es decir, la elección de los nombres y su forma de escribirlos fue orientada de algún modo para que encajara con la hipótesis del código.

- Los intentos de reproducir el experimento no alcanzaron el mismo resultado. Extraído del documento: «Un problema técnico que nos dificultó la investigación es que Witztum y Rips no nos han prestado sus programas de ordenador originales. Ni los dos programas distribuidos por ellos, ni nuestras propias implementaciones del algoritmo tal y como aparece descrito en los documentos de Rips y Witztum producen exactamente las distancias que se dicen.»

Posteriormente ha habido un debate continuo (ver enlaces al final del artículo).
El experimento de Gans también ha recibido fuertes críticas. Diseñado por el matemático Barry Simon, varios intentos de reproducirlo dieron resultados negativos. Finalmente, un comité de la Universidad hebrea, formado por defensores y escépticos, se dividió en dos grupos que se ayudaron de expertos independientes para recopilar los datos. Nadie encontró las evidencias del fenómeno que el experimento original de Gans supuestamente sí había encontrado.
A destacar el único intento en la literatura que ha emulado el supuesto cifrado bíblico. En la novela 1305 Cuervos y Espadas. El Código Templario del autor hispano-alemán Mark Schindler se halla un cifrado de mensajes ocultos tal como, según Michael Drosnin, se encuentra en la Biblia.

### Profecías no cumplidas
Como ejemplo de ello, habría que agregar que en este mencionado código oculto se pronosticó un holocausto nuclear o una catástrofe mundial en el año 2006, lo cual no ocurrió aunque sí hubo una gran preocupación mundial por el caso de ataque atómico por parte de Corea del Norte.